# Hugo Friedemann
Emil Hugo Friedemann (* 12. Oktober 1840 in Frankenberg/Sa.; † 25. November 1910 in Dresden) war ein deutscher Lehrer und Autor.

## Leben und Wirken
Nach dem Schulbesuch in Frankenberg bezog er das Proseminar und im Anschluss ab 1856 das Seminar in Freiberg-Nossen. Nach dessen Abschluss wurde Friedemann 1860 Schulvikar in Schmilka. 1865 ging er nach Ungarn, um dort als Hauslehrer zu arbeiten, 1866 wechselte er nach Wien. 1867 kehrte er in das Königreich Sachsen zurück, um Lehrer an der Privaterziehungsanstalt des Direktors Forwerg in Dresden zu werden. Ab 1873 war Friedemann Lehrer für Geographie und Naturwissenschaften am Käuffer’schen Real-Institut in Dresden.
Er war Mitglied des Vereins für Erdkunde in Dresden, in dessen Vorstand er das Amt des Vereinsbibliothekars wahrnahm.
1875 fand Friedemann auf dem Kleinen Zschirnstein bei Kleingießhübel einen mächtigen Opferaltar.
Er regte u. a. Dorothea von Essen (* 1880) nach deren Umzug nach Dresden an, unter's Federvieh zu gehen und für Zeitungen und Zeitschriften zu schreiben.

## Publikationen (Auswahl)
- Schattenrisse aus Ungarn. Ein Sittenbild.
- Der Schwabmüller. Erzählung.
- Das Königreich Sachsen. Zum Gebrauche für den geographischen Unterricht in den Schulen für Lehrer und Schüler. 1877.
- Kleine Schulgeographie von Deutschland für die Hand der Kinder. 1878.
- Der Königstein von der ältesten Zeit bis zu seiner Benutzung als Festung. 1880.
- Die drei Gesellen. Ein Märchen für Kinder von 9–12 Jahren. 1891.
- Der Schatzkeller im Turm: Denkst du daran. Zwei Erzählungen für Kinder von 10–14 Jahren. Köhler, Dresden, 1894 (Bände 59–60 von Köhlers illustrierte Jugend- und Volksbibliothek).
- Die deutschen Schutzgebiete. 1905.
- Reichsdeutsches Volk und Land im Werdegang der Zeiten. Eine geschichtlich geographische Darstellung. Strecker und Schröder, 1906.
- Kleine Schulgeographie von Sachsen für die Hand der Kinder in Bürger- und Volksschulen: mit Karte und einer kurzen Übersicht der sächsischen Geschichte. 1906. (Dieses Werk erschien in zahlreichen Auflagen.)
- Schulkarte vom Freistaat Sachsen. 142., durchges. Ausgabe, Lith. Anst. v. C. C. Meinhold & Söhne, G. m. b. H., Dresden, 1924.